# خانه حسین تقی‌زاده
خانه حسین تقی‌زاده مربوط به اواخر دوره قاجار - دوره پهلوی است و در رفسنجان، میدان انقلاب، خیابان امام خمینی، کوچه انقلاب شماره ۶ واقع شده و این اثر در تاریخ ۲۴ اسفند ۱۳۸۳ با شمارهٔ ثبت ۱۱۳۹۰ به‌عنوان یکی از آثار ملی ایران به ثبت رسیده است.